# Championnat d'Italie de hockey sur glace 2016-2017
Le Championnat d'Italie de hockey sur glace 2016-2017 est la 83e édition du championnat et la première à se jouer au sein de l'Alps Hockey League.

## Format
A l'issue de la saison régulière de l'AlpHC, les 4 meilleures équipes italiennes sont qualifiées pour jouer un tournoi à élimination direct. Le vainqueur remporte le titre de Champion d'Italie.

## Les équipes engagées pour la saison 2016-2017
| Club                      | Ville                | Date de création | Patinoire                           |
| ------------------------- | -------------------- | ---------------- | ----------------------------------- |
| HC Asiago                 | Asiago               | 1935             | Pala Hodegart                       |
| SG Cortina                | Cortina d'Ampezzo    | 1924             | Stadio Olimpico del Ghiaccio        |
| HC Fassa                  | Canazei              | 1955             | Stadio del Ghiaccio Gianmario Scola |
| HC Gherdeina              | Selva di Val Gardena | 1927             | Pranives Ice Stadium                |
| HC Egna                   | Egna                 | 1963             | Würth Arena                         |
| HC Pustertal-Val Pusteria | Brunico              | 1954             | Rienzstadion                        |
| Ritten Sport              | Renon                | 1984             | Arena Ritten                        |
| SSI Vipiteno Broncos      | Groningue            | 1948             | Disco Arena                         |

## Tableau final
|  | Demi-finales              | Demi-finales              |          |   | Finale                    | Finale                    |
|  | Demi-finales              | Demi-finales              |          |   | Finale                    | Finale                    |
|  |                           |                           |          |   |                           |                           |
|  | Pala Hodegart, 21 janvier | Pala Hodegart, 21 janvier |          |   | Pala Hodegart, 22 janvier | Pala Hodegart, 22 janvier |
|  | Pala Hodegart, 21 janvier | Pala Hodegart, 21 janvier |          |   | Pala Hodegart, 22 janvier | Pala Hodegart, 22 janvier |
|  | AS Renon                  | 5                         |          |   | Pala Hodegart, 22 janvier | Pala Hodegart, 22 janvier |
|  | AS Renon                  | 5                         |          |   | Pala Hodegart, 22 janvier | Pala Hodegart, 22 janvier |
|  | SG Cortina                | 2                         |          |   | Pala Hodegart, 22 janvier | Pala Hodegart, 22 janvier |
|  | SG Cortina                | 2                         | AS Renon | 3 |                           |                           |
|  | Pala Hodegart, 21 janvier |                           | AS Renon | 3 |                           |                           |
|  |                           | HC Asiago                 | 2        |   |                           |                           |
|  | HC Asiago                 | HC Asiago                 | 2        | 3 |                           |                           |
|  | HC Asiago                 |                           |          | 3 |                           |                           |
|  | HC Pustertal-Val Pusteria | 1                         |          |   |                           |                           |
|  | HC Pustertal-Val Pusteria | 1                         |          |   |                           |                           |